# プレイガイドジャーナル
『プレイガイドジャーナル』は、1971年から1987年まで、日本の大阪で刊行された、近畿圏の情報誌、及び、その雑誌を刊行していた出版社（プレイガイドジャーナル社）である。通称「プガジャ」。また、末期は雑誌名自身が『ぷがじゃ』となった。「日本で最初の情報誌」と言われ、その独特の誌面や主催イベントなどは、1970年代 - 1980年代の近畿のサブカルチャーに大きな影響を与えた。

## 歴史

### 創刊
演劇センター68／70（のちの劇団黒テント）の「翼を燃やす天使たちの舞踏」の大阪上演実行委員会のメンバー（村元武、山口由美子ら）が母体となり、1971年7月に創刊された。創刊にあたっては前年に神戸大学と関西大学の学生が刊行していた『月刊プレイガイド』を参考とした。また、『パリスコープ』『ロンドン・タイムアウト』等の世界の情報誌の日本版を、という意識もあったという。

### B6判時代
『プレイガイドジャーナル』は雑誌としては珍しい「B6判」で創刊された。創刊時のメンバーには舞台関係の人物が多かったが、林信夫、秦京子など読者の学生たちが編集部に出入りするようになり、彼等が編集部の中核を担うようになった。初期には『プガジャ』は本屋にはあまり置かれず、ライブハウスや喫茶店などに編集者たちが直接、配本していた（のちに、取次を通して書店販売もされるようになった）。音楽ライブ、演劇公演、映画上映、フリーマーケット、海外ツアーなどのイベントを、誌面とも連動しながら盛んに行った。また、「喫茶店特集」が好評だったため、単行本『青春街図』シリーズが企画された（のちの『ぴあMAP』の先駆）。三代目編集長の山口由美子が企画した、いしいひさいちの漫画単行本『バイトくん』（1977年刊行）はベストセラーとなった。

### B5判時代
1981年に就任した5代目編集長・村上知彦は、扱う情報量の増加などの理由により、1983年1月号から『プガジャ』のサイズを他の情報誌と同じB5判に変更した。また創刊以来すえおかれていた定価「100円」を「180円」に値上げした。イベントの開催はB6判時代に比べると減り、「雑誌自体の魅力」を主張していく編集方針となっていた。1984年に就任した6代目編集長・小堀純は、表紙イラストを南伸坊に変更する他、コラム担当にも積極的に東京のサブカル文化人の起用をはかり、さらにサブカル雑誌としての充実を図った。

### 身売りから休刊へ
経営的には慢性的赤字であったため、創刊編集長で社長の村元武が継続に熱意を失い、1984年11月から会社の身売り先を探し始める。当初、プガジャの文化事業に理解を示していた近鉄や大阪ガスなども売却先として浮上したものの、紆余曲折の末1985年9月にエイエヌオフセット（学生援護会の子会社の印刷会社。『プガジャ』の印刷を担当していた）が買収し、同年11月号から新体制となった。1986年4月号からは雑誌名を『ぷがじゃ』に変更するなど誌勢維持と経営改善に努めるものの、経営サイドと小堀編集長との意見が対立し、1987年12月号の刊行をもってそれまでの編集部員が一斉に退社。その後、雑誌は『PUGAJA』と誌名を変えて翌年9月号まで刊行されたが、力尽き休刊となった。

## 事務所所在地
- 1971年、南区谷町六丁目
- 1972年、北区野崎町
- 1974年、北区富田町
- 1975年、南区西清水町（アメリカ村）
- 1980年、南区南船場

## 関連人物

### 歴代編集長
- 村元武（1971年7月号 - 1973年6月号。創刊編集長でのち、プレイガイドジャーナル社社長。『プガジャ』以前はURC発行の雑誌『フォークリポート』の編集者。現在はビレッジプレス代表取締役）
- 林信夫（1973年7月号 - 1976年6月号。二代目編集長。芸能欄担当をへて、『プガジャ』の企画担当重役に。現在はイベントプロデューサー）
- 山口由美子（1976年7月号 - 1980年2月号。創刊メンバーにして第三代編集長。表紙イラストも一時担当。のち、フリー編集者。2008年に57歳で死去）
- 森晴樹（1980年3月号 - 1981年9月号。第四代編集長。プガジャ映画欄のアナーキーさで人気を博した。現在はフリーライター＆編集者、クイズ＆パズル制作者）
- 村上知彦（1981年10月号 - 1984年3月号。「チャンネルゼロ」から出向の第5代編集長。のちに漫画評論家）
- 小堀純（1984年4月号 - 1987年12月号。『名古屋プレイガイドジャーナル』出身の第6代編集長。現在はフリー編集者）

### その他、主な編集者
- 松原利巳（のち、近鉄劇場プロデューサーを経て、大阪市立芸術創造館・副館長）
- 秦京子（現在はフリーライター）
- 辰巳康雄（現在は竹細工作家）
- 向井久仁子（1983年に退社し、ライバル雑誌『Q』（のちの『ぴあ関西版』）の副編集長に）
- 津村卓（のち、扇町ミュージアムスクエア・北九州芸術劇場のプロデューサー）
- 春岡勇二（現在は映画評論家）
- 石原基久（現在はフリーライター）
- 竹中功（学生時代に編集者だった。現在は吉本興業勤務）
- 兼田由紀夫（現在はフリーライター）
- 吉川佳江（現在は『自然食通信』編集者）

他

### イラストレーター（表紙担当）
- 森英二郎
- ネオン・パーク
- 井上佳子（栗岡佳子）
- 南伸坊
- あおきひろえ

他

### その他のイラストレーター
- 飯田三代
- 土橋とし子
- 阿部真理子
- 長谷川義史
- いしかわじゅん

他

### コラム等執筆者
- 井筒和幸
- 香川登志緒
- 村上知彦
- 田川律
- 寺島珠雄
- 岩国学
- 間嶋隆司
- 伊ヶ崎光雄
- 川崎ゆきお
- なかのしげる
- 豊田勇造
- 村上春樹
- スクリーミング・マッド・ジョージ
- 南端利晴
- 北中正和
- マーキー谷口
- 中島らも
- 川本三郎
- 高取英
- 峯正澄
- 沢田としき
- 手塚能理子
- 藤原ヒロユキ
- 大山健輔
- 蛭子能収
- 山根貞男
- 内海陽子
- 北村想
- 流山児祥
- 内田春菊
- 鴻上尚史
- 竹内義和

他

### 漫画執筆者
- いしいひさいち
- ひさうちみちお
- 寺島令子
- 奥平イラ

他

### その他関係者
- 糸川燿史（カバー等の写真を多数。コラムも担当。）
- 森喜久雄（カバー写真担当。コラムも担当。）
- 日下潤一（ADを担当していたデザイナー。コラムも担当）
- 高橋秀夫（デザイナー）
- 垂水章（写真家。コラム類の写真担当）

## イベント等
- 演劇プロデュース（黒色テント、劇団維新派、寺山修司、プロジェクト・ナビ、つかこうへい劇団、東京ヴォードヴィルショー、自由劇場、劇団青い鳥、結城座、竹内銃一郎、山崎哲、第七病棟、筒井康隆大一座、五月舎、満開座、第三エロチカ、ブリキの自発団等）
- 音楽ライブプロデュース（関西フォーク、なぎら健壱、友部正人、松井計井子、上田正樹、みなみらんぼう、タモリ、宇崎竜童、憂歌団、他）
- 三越土曜スペース（演劇上映、コンサート、映画上映）
- 同時代芸人フェスティバル（北京一・京二、笑福亭鶴瓶、桂米治、桂文服、旭堂南右、桂べかこ、青芝フック）
- 海外ツアー（パリ（1973年）、アメリカ西海岸（1974年～1980年）、ヨーロッパ（1976年）、与論島（1977年）、ネパール（1977年、1979年、1980年）、上海（1982年）、パキスタン（1983年））
- 自主映画上映会（阪急ファイブ内オレンジルーム他。田名網敬一、後藤和夫、発見の会、東陽一、柳町光男、伴睦人、長崎俊一、森田芳光、井筒和生（井筒和幸）、石井聰亙、泉谷しげる、矢崎仁司、今関あきよし、犬童一心、小中和哉、小林ひろとし、流山児祥、黒沢清、林海象等）
- フリーマーケット開催（誌上及び事務所にて、ミニコミなどを販売）。
- 映画「ガキ帝国」（井筒和幸監督）の製作（ATG)
- 桂雀三郎「アルカリ落語の会」プロデュース

## プレイガイドジャーナルが刊行した書籍
なお、「有文社」もプレイガイドジャーナル関係者が設立した出版社。

### 『プレイガイドジャーナル』 別冊「ぷがじゃまがじん」
- 『グッバイ・ザ・ディランII 歌が通り過ぎた街69/74』糸川燿史写真 1974.11
- 『モリスフォームの記録』1975.6
- 『対談 つかこうへい×佐藤信』1975.11
- 『フォークレポートわいせつ事件・珍巻』1976.3

### ぷがじゃ別冊
- 『遊ingマニュアル 3拍子揃った遊び人養成読本』1987.6

### プレイガイドジャーナル編
- 『大阪青春街図』プレイガイドジャーナル&モリス・フォーム編 六月社書房 1973.2
- 『京都青春街図』プレイガイド・ジャーナル編 有文社, 1974.4
- 『名古屋青春街図』プレイガイド・ジャーナル編 有文社, 1974
- 『大阪青春街図 増補版』プレイガイド・ジャーナル編 有文社, 1974
- 『大阪青春街図 76』プレイガイドジャーナル編 有文社, 1975.11
- 『神戸青春街図』プレイガイド・ジャーナル編 有文社, 1975.1
- 『神戸青春街図』プレイガイドジャーナル編 有文社, 1977.4
- 『ピープルズクロニクル』プレイガイドジャーナル編 プレイガイドジャーナル社, 1981.5
- 『ぷがじゃMAP '83』プレイガイドジャーナル編 プレイガイドジャーナル社, 1982.12
- 『お役所だって味方です 読んでトクする暮らしの行政サービス情報 大阪府版』プレイガイドジャーナル編 プレイガイドジャーナル社, 1984.7

### その他の著者の本
- 『安部幸夫作品集』盛田純一、藤村洋一、岡田淳編 有文社, 1972.6
- 『さっぽろ青春街図 ぽかぽか陽気にさそわれて』ステージガイド札幌編著 有文社, 1974.8
- 『てなもんや交遊録』香川登志緒 有文社, 1974.9
- 『上方タレント101人』新野新 有文社, 1975
- 『飛べよタンポポ』大野正雄 有文社, 1975
- 『ヤングタウン1-2』毎日放送ラジオ局編 有文社, 1975
- 『The Groovies Catalogue 東京青春街図 '76』ハウス210編 有文社 1975
- 『じぶんでみつけるりか1』高橋敷 有文社, 1975.12
- 『かけ算かるた』星野和夫 有文社, 1975.12
- 『鬼ものがたり』かたおかしろう 有文社, 1976
- 『ママの勉強作戦』高橋敷 有文社, 1976
- 『名古屋青春街図』ばおばぶ編 有文社, 1976
- 『福岡青春街図』ライブファクトリー編 有文社, 1976
- 『まいど!横山です』横山やすし ブック館発行（有文社発売）, 1976
- 『じぶんでみつけるこくご1』佐竹正雄 有文社, 1976.3
- 『フォークレポートわいせつ事件・満巻』有文社,1976.7
- 『札幌青春街図』プロジェクトハウス亜璃西編 有文社, 1976.11
- 『唄が旅から帰った時 全国ライブハウス街図』田川律,大塚まさじ,糸川燿史 有文社, 1976.12
- 『私、能天気じゃあ、ないじゃなあないか』大村泰久 有文社, 1977.5
- 『湘南青春街図』プレス75編 有文社, 1977.1
- 『じぶんでみつけるさんすう1』星野和夫 有文社, 1977.4
- 『夜と万年筆 ミッドナイト東海・朗読コーナーの本』蟹江篤子編 有文社, 1977.5
- 『のりのりだあpart5』つボイノリオ 有文社, 1977.6
- 『見たい映画のことだけを』原将人 有文社, 1977.11
- 『バイトくん』いしいひさいち プレイガイドジャーナル社 1977.11
- 『釜ケ崎旅の宿りの長いまち』寺島珠雄 プレイガイドジャーナル社, 1978.4
- 『続・上方タレント101人』新野新 有文社, 1978.6
- 『泰平の谷間の生と死 1973～1978 小杉邦夫釜ケ崎写真』小杉邦夫 プレイガイドジャーナル社, 1978.9
- 『インド・ネパール旅カタログ〈ライブ〉』インド・ネパール精神世界の旅編 ワンダーランド出版刊行（プレイガイドジャーナル社発売） 1978.11
- 『日本アニメーション映画史』山口且訓,渡辺泰 有文社, 1978
- 『企業内小集団活動』小集団研究所 有文社, 1979.1
- 『大特撮』コロッサス 有文社, 1979.1
- 『バイトくん2 東淀川ひん民共和国』いしいひさいち プレイガイドジャーナル社 1979.2
- 『猟奇王』川崎ゆきお プレイガイドジャーナル社 1979.8
- 『ハンドワークノート 京阪神版』百木一朗,安田泰幸 プレイガイドジャーナル社 1979.10
- 『泰平の谷間の生と死 1973～1978』小杉邦夫 プレイガイドジャーナル社 1979
- 『ムービー・モンスターズ 映像世界の怪物たち』Monsters編著 プレイガイドジャーナル社, 1980.2
- 『山本雅楽邦八十八年の歩み』正派白菊会編 有文社, 1980.4
- 『ブリキのオモチャ 昭和20年から昭和40年代にかけての日本のブリキ機械玩具』熊谷信夫 有文社, 1980.7
- 『断崖のある風景 小野十三郎ノート』寺島珠雄 プレイガイドジャーナル社, 1980.10
- 『天地無用』川崎ゆきお プレイガイドジャーナル社 1980.11
- 『ヤマザキ、天皇を撃て!』奥崎謙三 有文社, 1980.12
- 『45度のソフトウエア戦略』塩入哲一郎 有文社, 1981.1
- 『バイトくん3 名もなく貧しく美しくもなく』いしいひさいち プレイガイドジャーナル社 1981.3
- 『歌旅日記 ジャマイカー日本』豊田勇造 プレイガイドジャーナル社, 1981.3
- 『田中角栄を殺すために記す』奥崎謙三 サン書店発行（発売：有文社）1981.8
- 『太陽のせいなの? 東アフリカ飢餓国境からの報告』小林正典 プレイガイドジャーナル社, 1981.9
- 『ボブ・ディランひと粒の砂にさえも』ポール・ウィリアムズ プレイガイドジャーナル社, 1981.11
- 『メキシコ・グアテマラ旅の本』鴨井信政 プレイガイドジャーナル社, 1981.8
- 『ジェイズ・バーのメモワール 映画「風の歌を聴け」より―糸川燿史写真集』糸川燿史 プレイガイドジャーナル社, 1981.12
- 『山本さん家の場合に於るアソコの不幸に就て』ひさうちみちお プレイガイドジャーナル社,1982.2
- 『太陽のそばの十二月 安田光堂戯曲集』安田光堂 プレイガイドジャーナル社, 1982.8
- 『猪木は 死ぬか!! 超過激プロレスの終焉』井上義啓 1982.11
- 『愛先生の子どもたち 新天地育児院の日々 高森和明写真集』高森和明 プレイガイドジャーナル社, 1983.11
- 『バイトくん全集1 屋根の上の昼睡』いしいひさいち チャンネルゼロ発行（プレイガイドジャーナル社発売） 1984.5
- 『ドーソンヴィル伯爵夫人は雨が好き』石塚俊樹 プラネット映画資料図書館発行（プレイガイド・ジャーナル社発売）1984.5
- 『Weekend』沢田としき プレイガイドジャーナル社 1984.6
- 『ひるのプレゼント』寺島令子 チャンネルゼロ発行（プレイガイドジャーナル社発売） 1984.6
- 『巴里、刻のながれ 荒尾純写真集』荒尾純 プレイガイドジャーナル, 1984.6
- 『川の音 浜田ツマ写真集』浜田ツマ プレイガイドジャーナル社, 1984.8
- 『女子プロレス・ララバイ』大山健輔,垂水章 プレイガイドジャーナル社 1984.10
- 『SF怪奇映画ポスターコレクション 第1集 1949~1964』渋谷順子編著 映画堂出版発行（プレイガイドジャーナル社発売）1984.12
- 『北村想・想宇宙 戯曲集』北村想 プレイガイドジャーナル社, 1985.3
- 『中国大陸放浪手引 南部篇』鴨井信政 プレイガイドジャーナル社, 1985.3
- 『ライカ伝』上下 川崎ゆきお プレイガイドジャーナル社 1985.5
- 『ムービー・モンスターズ 映像世界の怪物たち2』石田一 プレイガイドジャーナル社, 1985.6
- 『SF怪奇映画ポスターコレクション 第2集 1965-1975』渋谷順子編著 映画堂出版発行（プレイガイドジャーナル社発売） 1985.10
- 『シューストリング東南アジアの旅』トニー・ウィーラー,プレイガイドジャーナル社 1986.2

### カセットブック
- 『センシミーナ』豊田勇造 1984.11
- 『河内タイフーン』河内家菊水丸 1984.11

## その他に刊行した雑誌
- 『wowowo』
- 『サザンピープル』（1980年4月～ 木内久仁子編集）
- 『EASY』（浦野成治、岩国学編集）
- 『漫金超』（「チャンネルゼロ」編集の漫画雑誌。刊行元はプレイガイドジャーナル社）

## 「プレイガイドジャーナル名古屋」
名古屋で同時期（1972年～1982年）に刊行されていた情報誌。誌名は同じであったが、本家との直接の関係はなかった。当初は『プレイガイドジャーナル名古屋』だったが、取次を通す際に当誌との混同を避ける為『名古屋プレイガイドジャーナル』に変更した。なお、第六代編集長の小堀純は『名古屋～』の出身で、同誌廃刊に伴いスカウトされる形で当誌に参加している。